# Vidiadhar Surajprasad Naipaul
Sir Vidiadhar Surajprasad Naipaul, T.C. (Chaguanas, Trinidad i Tobago, 17. kolovoza 1932. – London, 11. kolovoza 2018.), britanski književnik indijskog porijekla.
Naipaul rođen je 17. kolovoza 1932. godine u Trinidadu kao dijete imigranata iz sjeverne Indije. Na Trinidadu je živio do svoje osamnaeste godine, a onda se, kao stipendist oxfordskog sveučilišta, 1950. godine seli u Englesku gdje studira engleski jezik i književnost. Nakon studija zapošljava se kao novinar BBC-a, ali se kasnije potpuno posvećuje pisanju romana i eseja. Naipaul živi i radi u Wiltshireu, Engleska.

## Nagrade
Za roman "U slobodnoj državi" (1971) dobio je britansku književnu nagradu Booker Prize, a 2001. godine odlikovan je i Nobelovom nagradom za književnost ”... zbog toga što je ostvario ujedinjenu perspektivu narativnog i nepodmitljivog pomnog istraživanja u radu koji nas podstiče da vidimo prisutnost zatomljenih povijesti“ , što su bile riječi tajnika Švedske Nobelove Skupštine Hans Jornvalla 

## Djela
- Mistični maser (The Mystic Masseur), 1957.
- Elvirine patnje, 1958.
- Ulica Miguel, 1959.
- Kuća za gospodina Biswasa (A House for Mr. Biswas), 1961.
- Središnji put (The Middle Passage), 1962.
- Područje tame (An Area of Darkness), 1964.
- Mimičari (The Mimic Men), 1967
- U slobodnoj državi (In a Free State), 1971.
- Gerilci (Guerrillas), 1975
- Među vjernicima (Among the Believers), 1981.
- Zagonetka dolaska (The Enigma of Arrival), 1987.
- Iza vjerovanja (Beyond Belief), 1998.
- Pola života (Half a Life), 2001.

## Vanjske poveznice
- nobelprize.org